# 杰拉尔德·帕特森
杰拉尔德·帕特森（英語：Gerald Patterson，1895年12月17日—1967年6月13日），澳大利亚男子网球运动员。他曾获得澳大利亚网球公开赛男子单打冠军、男子双打冠军、温布尔登网球锦标赛男子单打冠军、混合双打冠军、美国网球公开赛男子双打冠军。